# Encyclopédie audiovisuelle de l'art contemporain
L'Encyclopédie audiovisuelle de l'art contemporain, fondée et dirigée depuis 1994 par Claude Guibert, cinéaste, journaliste et commissaire d'expositions, est née d'une initiative personnelle qui a, en cours de production, obtenu le soutien institutionnel du ministère de la Culture et de la Bibliothèque nationale de France. Les documentaires vidéo ont été réalisés auprès des peintres, sculpteurs et artistes plasticiens depuis la seconde moitié du XXe siècle vivant en France.

## Contenu

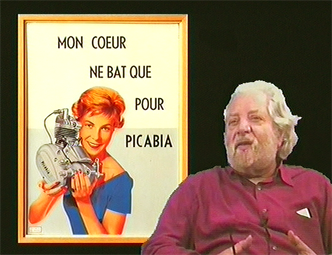
Jean-Jacques Lebel en 2008.

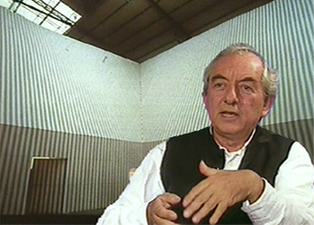
Daniel Buren en 1997.

Une approche documentaire a été développée dans les directions multiples de l'art en France. Un module vidéo type offre la possibilité à l'artiste de s'exprimer personnellement sur son travail, alors que sont présentés simultanément, sur fond de trucage, tous les documents en relation avec son œuvre. Ces documents peuvent être des photographies couleur ou noir et blanc, des images films ou vidéo d'archives, des images vidéo originales tournées en atelier, expositions ou sur l'espace public.
De 1994 à 2013, 341 modules ont été tournés. 

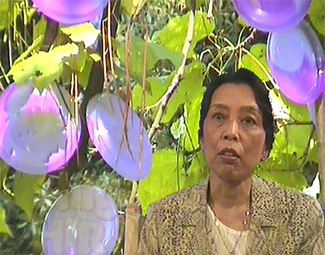
Shigeko Hirakawa en 2007.

Les artistes qui ont accepté de participer à ce projet appartiennent à plusieurs générations et aux courants représentatifs de la seconde moitié du vingtième siècle en France depuis la seconde École de Paris des années 1950, notamment :
- l'abstraction géométrique : Aurélie Nemours, Luc Peire
- la peinture non figurative : Jean Bazaine, Jean Le Moal
- l'abstraction lyrique : Chu Teh Chun, Zao Wou Ki
- l'art cinétique : Jesús-Rafael Soto, Pol Bury
- le Nouveau réalisme : Daniel Spoerri, Arman
- la figuration narrative : Jacques Monory, Gérard Fromanger, Herman Braun-Vega
- le lettrisme : Roland Sabatier, Gérard-Philippe Broutin
- Supports-Surfaces : Claude Viallat, Daniel Dezeuze
- l'art conceptuel : Daniel Buren, Claude Rutault
- le land art : Nils-Udo, Hirakawa

## Partenariat
Le ministère de la Culture, avec la Mission audiovisuelle de la délégation aux arts plastiques, a soutenu le projet de l'encyclopédie.
La Bibliothèque nationale de France a accueilli soixante-quinze programmes terminés pour la consultation dans la salle audiovisuelle du site de la Bibliothèque

## Diffusion
L'Encyclopédie audiovisuelle de l'art contemporain est diffusée auprès des institutions culturelles (écoles des beaux-arts, établissements d'enseignement supérieur et secondaire, CRDP, etc.) ainsi qu'auprès des musées et centres d'arts qui ont diffusé les documents de l'Encyclopédie audiovisuelle lors de leurs expositions et manifestations,,,,,,,,.

### Centres d'art  publics
- Centre Pompidou, Paris
- Musée d'art moderne de la ville de Paris
- Centre d'art contemporain de Montbéliard
- Centre national des arts et métiers, Paris
- Centre d'art contemporain de Pougues-les-Eaux
- Centre d'art contemporain de Sète
- Centre d'art contemporain de Tanlay
- Centre d'art contemporain de Vassivière
- Centre international d'art contemporain, Carros
- Centre rhénan d'art contemporain
- Centre culturel d'Avallon
- Centre culturel de Montrouge
- Centre Valéry-Larbaud Vichy
- Centre d'art contemporain du Château Lascombe, Eysines
- FRAC Haute-Normandie
- Médiathèque d'Argentan
- Médiathèque d'Orléans
- Palais du Roi de Rome, Rambouillet
- Scène Montbéliard
- Bibliothèques de Valenciennes
- Communauté de Nœux-les-Mines
- Agence culturelle départementale Dordogne-Périgord
- Saline royale d'Arc-et-Senans
- Collégiale Saint-Pierre le Puellier, Orléans
- CRAC Alsace, Altkirch
- Musée départemental Matisse, Le Cateau-Cambrésis
- LAAC, Dunkerque

### Centres d'art privés

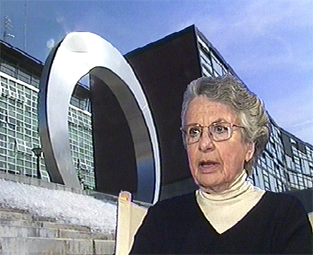
Marta Pan en 1997.

- Artcurial, Paris
- Espace Cardin, Paris
- Musée Rétif, Vence
- Palais Bénédictine, Fécamp
- Château de Vascœuil
- Fondation Salomon Alex
- Tenniseum de Roland-Garros, Paris

### Musées français
- Musée d'art moderne de Céret
- Musée d'art moderne de Strasbourg
- Musée des beaux-arts d'Alençon
- Musée des beaux-arts de Beauvais
- Musée des beaux-arts de Besançon

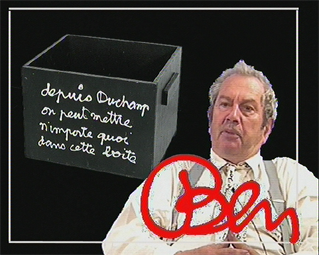
Ben Vautier en 2007.

- Musée des beaux-arts de Chambery
- Musée des beaux-arts de Clermont-Ferrand
- Musée des beaux-arts de Dôle
- Musée des beaux-arts de Gaillac
- Musée des beaux-arts de Gap
- Musée des beaux-arts de Nantes
- Musée des beaux-arts d'Orléans
- Musée des beaux-arts de Reims
- Musée des beaux-arts de Rouen
- Musée de Soissons
- Musée des beaux-arts de Valenciennes
- Musée Unterlinden, Colmar
- Musée La Perrine, Laval
- Musée La Cohue, Vannes
- Musée d'Issy-les-Moulineaux
- Musée Matisse, Le Cateau-Cambrésis
- Musée Terra Amata, Nice
- Musée des beaux-arts de Dunkerque

### Musées européens
- Château de Gruyères, Suisse
- Musée de la ville de Mons, Belgique
- Musée de Sabadell, Espagne